# Brachystelma laevigatum
Brachystelma laevigatum är en oleanderväxtart som beskrevs av Joseph Dalton Hooker. Brachystelma laevigatum ingår i släktet Brachystelma och familjen oleanderväxter. Inga underarter finns listade i Catalogue of Life.